# Lozovik (Velika Plana)
Lozovik (em cirílico: Лозовик) é uma vila da Sérvia localizada no município de Velika Plana, pertencente ao distrito de Podunavlje, na região de Veliko Pomoravlje. A sua população era de 4764 habitantes segundo o censo de 2011.

## Demografia
| 1948 | 1953 | 1961 | 1971 | 1981 | 1991 | 2002 | 2011 |
| ---- | ---- | ---- | ---- | ---- | ---- | ---- | ---- |
| 6638 | 7059 | 7065 | 6715 | 6650 | 6295 | 5607 | 4764 |